# Magadan Airlines
Magadan Airlines (en russe : Авиакомпания “Магаданские авиалинии”) était une compagnie aérienne russe, qui opérait dans l'Extrême-Orient russe comme une compagnie internationale (vols vers Anchorage).

## Historique
- La compagnie a fait faillite le 29 juin 2006 à la suite de la perte de son certificat de sécurité.
- La compagnie appartenait à l'État fédéral. Ses vols internationaux vers les États-Unis ont débuté en 1989.

## Code data
- Association internationale du transport aérien AITA Code : H5
- Organisation de l'aviation civile internationale OACI Code : MVL
- Nom d'appel :

## Flotte
La compagnie exploitait différents types d'avions d'origine russe :
- 9 Tupolev Tu-154
- 1 Iliouchine Il-62